# Hédi Lakhoua
Hédi Lakhoua (arabe : الهادي الأخوة), de son nom complet Mohamed Hédi Lakhoua, né le 15 septembre 1872 à Tunis et mort en 1949 à Tunis, est un homme politique tunisien.
Il exerce la fonction de grand vizir sous les règnes d'Ahmed II Bey et Moncef Bey, de 1932 à 1942.

## Carrière
Mohamed Hédi Lakhoua est issu d'une famille de la grande bourgeoisie tunisoise d'origine morisque qui a fourni une longue lignée de maîtres artisans de chéchia parmi les plus connus du pays ; son père suit cependant une carrière administrative prolongée par sa descendance,. Après des études au Collège Sadiki, il remplit plusieurs fonctions telles que secrétaire à la direction générale de l'enseignement public, entre 1890 et 1892, et secrétaire interprète à la municipalité de Tunis dès 1892,. Il est rédacteur puis sous-chef de bureau, avant d'être appelé à l'administration générale en 1913 puis, en 1916, comme chef de section à la comptabilité. Délégué du maire de Tunis Khelil Bouhageb en 1922, il sert comme chef de la section d'État avant d'être nommé ministre de la Plume en novembre 1926.
En 1927, il est fait commandeur de la Légion d'honneur.

## Cabinet ministériel
Ayant les faveurs du résident général de France, il est choisi par Ahmed II Bey pour succéder à Bouhageb au poste de grand vizir. Il compose son gouvernement avec des personnalités peu enclines à aider le mouvement national, comme Tahar Kheireddine (fils du réformateur Kheireddine Pacha) comme ministre de la Justice, Younès Hadjouj comme ministre de la Plume et Mustapha Sfar comme directeur du protocole. Le modéré Abdeljelil Zaouche l'intègre en 1935 comme ministre de la Justice.
C'est sous son administration que se déroule un évènement majeur de l'histoire de la Tunisie : l'affaire des naturalisés en 1933, durant laquelle des incidents éclatent dans tout le pays.
Alors que le gouvernement est très critiqué pour son manque de soutien à la cause nationale, Moncef Bey profite d'un incident mineur entre Zaouche et le résident général Jean-Pierre Esteva pour demander la démission de Zaouche, de Lakhoua et du ministre de la Plume Habib Djellouli. Il nomme le 31 décembre 1942 un gouvernement mené par M'hamed Chenik et composé de nationalistes comme Salah Farhat à la Justice, Mahmoud El Materi à l'Intérieur et Aziz Djellouli aux Habous.

## Décorations
- Grand-croix de l'ordre du Ouissam alaouite[7]